# Guedel-Tubus

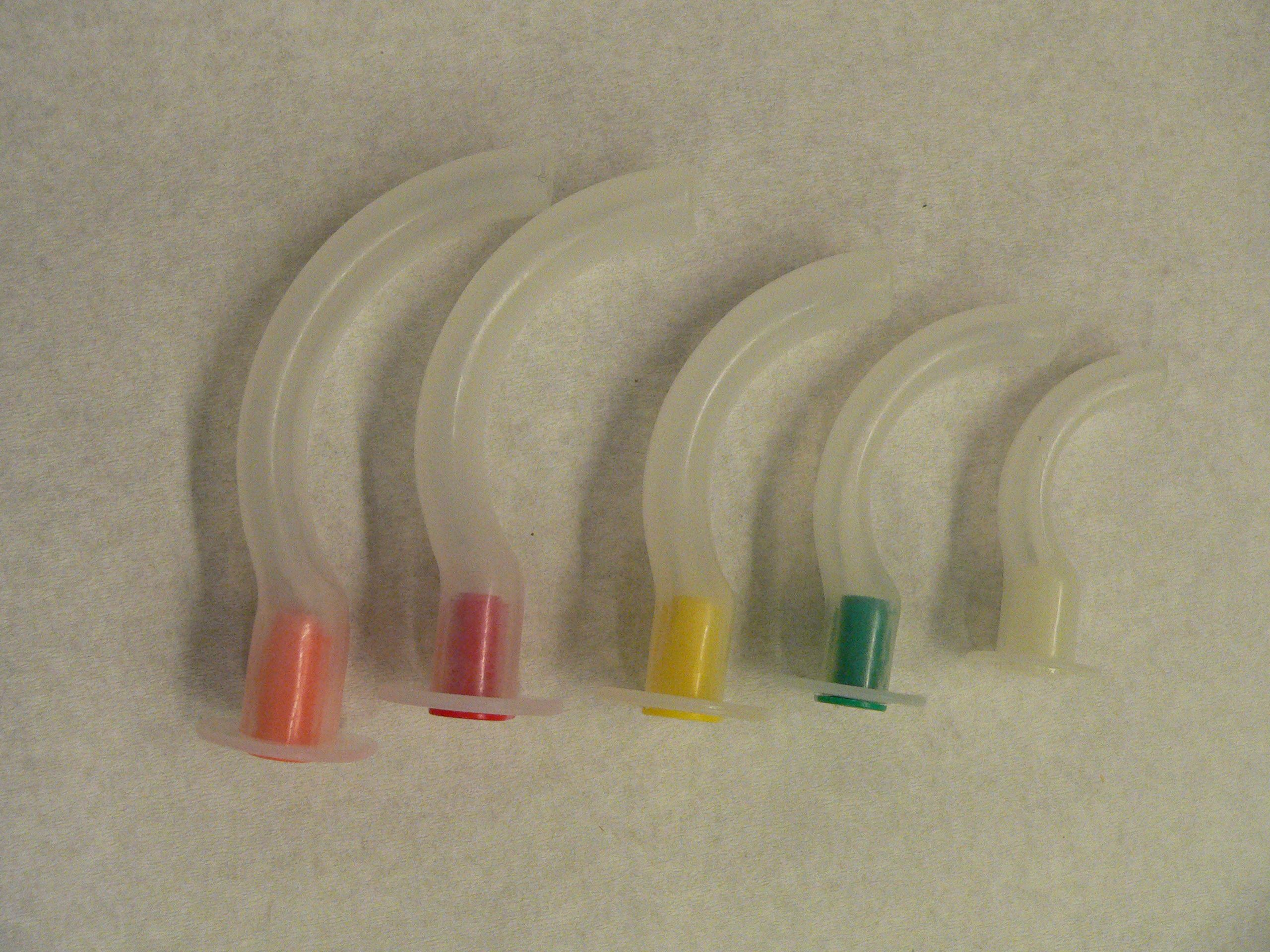
Verschiedene Guedel-Tuben

Der Guedel-Tubus, ein Oropharyngealtubus, ist ein Hilfsmittel zum Freihalten der Atemwege. Er wurde 1933 von dem US-amerikanischen Anästhesisten Arthur Ernest Guedel vorgestellt.
Er wird (bei Fehlen entsprechender Abwehrreflexe) zum Offenhalten der oberen Atemwege benutzt.
Ein Guedel-Tubus besteht aus einem abgeflachten, harten Plastikrohr (früher auch Gummi), das auf der einen Seite eine runde Auflagefläche („Schild“) hat, an die sich ein gerades etwa 2–3 cm langes Rohrstück anschließt. Dahinter beginnt ein Bogenstück, das zunächst einen Halbkreis nach oben beschreibt, der in einem erweiterten Radius über die gedachte Grundlinie des geraden Stückes ca. 1–2 cm hinunterreicht.
Der Guedel-Tubus wird mit dem Ende nach oben (in Richtung Kopf) in den Mundraum eingeführt, entlang der Zunge geschoben und sodann mit einer 180°-Drehung in seine Endposition gedreht, wodurch der Zungengrund nach vorne gedrängt wird. 
Für die Notfallmedizin werden Guedel-Tuben typischerweise in Sets mit bis zu neun verschiedenen Größen (000 bis 5) für Neugeborene, Kinder und Erwachsene bereitgestellt. Die verschiedenen Größen sind zum Teil auch an ihrer unterschiedlichen Farbe zu identifizieren, wobei verschiedene Hersteller allerdings unterschiedliche Farbcodes verwenden.
Beim in die Mundhöhle eingelegten Tubus kommt der Schild vor den Lippen zu liegen, die Zähne liegen auf dem geraden Stück. Der Bogen entspricht der Wölbung des Unterkiefers mit aufliegender Zunge und reicht bis zum Halsansatz (in Richtung der Luftröhre). Durch diese Form wird die Zunge aus dem Atemweg geräumt und das Atemhindernis entfernt, da diese bei einem Bewusstlosen zurückfällt und die Atemwege verlegt. Eingesetzt wird der Guedel-Tubus unter anderem bei der Maskenbeatmung mittels Beatmungsbeutel in der Notfall- und Intensivmedizin sowie der Anästhesie. Er kann weiterhin als Beißschutz beim endotracheal intubierten Patienten dienen, um eine Beschädigung oder Einengung des (auch am Guedel-Tubus befestigbaren) Endotrachealtubus durch die Zähne zu verhindern.
Gefahrenmöglichkeiten ergeben sich durch einen zu langen Guedel-Tubus, der durch Druck auf den Kehldeckel eine Atemwegsverlegung bewirkt oder durch einen zu kurzen Tubus, bei dem sich der Zungengrund zwischen Tubusöffnung und Kehlkopf schieben kann und wodurch der Atemweg ebenfalls behindert sein kann. Beim nicht tief Bewusstlosen können, insbesondere bei unvorsichtiger Anwendung, Husten, Würgen, Erbrechen sowie ein Stimmritzenkrampf ausgelöst werden.
Der Wendl-Tubus hat eine ähnliche Funktion, wird jedoch über die Nase eingeführt. Bei nur geringer Sedierung wird der Wendl-Tubus wegen seiner geringeren Reizung der Rachenhinterwand besser toleriert als der Guedel-Tubus.